# ريتشيل هير
ريتشيل هير Rachel Hai هي عازفة هارب شعبي من اسكتلندا. كما أنها مؤلفة موسيقية ومدرسة موسيقى. وتعزف على الهارب السلتي.
قدمت عروضها في العديد من المهرجانات بما في ذلك سلتيك كونيكشن، ومهرجان إدنبرة الدولي للهارب ، و إدنبره فرينج.  وسافرت في جميع أنحاء أوروبا والولايات المتحدة ونيوزيلندا للأداء والتدريس.  ووفقًا لمراجع الموسيقى ديفيد برات، فإن هير "يُعرف بأنه الخبير الرائد عالميًا في موسيقى مانكس هارب."  وتسافر شهريًا إلى جزيرة مان حيث تقوم بالتدريس لعدة أيام. كما تقوم أيضًا بتدريس الدروس في منازل الناس وتقوم بالتدريس بانتظام في هولندا. 

## روابط خارجية
- الموقع الرسمي لراشيل هير
- ريتشيل هير على إنستغرام